# Thomas Tofield
Thomas Tofield (* 18. Dezember 1730 in Wilsic Hall bei Doncaster; † 1779) war ein englischer Botaniker und Wasserbauingenieur.

## Leben und Wirken
Nach seinem Studium in Cambridge kehrte er nach Hause zurück und studierte dort intensiv die heimische Flora. In diesem Zusammenhang bekam er Kontakt zu William Hudson, der in den 1750ern an einer britischen Flora (Flora Anglica (1762)) arbeitete, die schon an der Nomenklatur von Carl von Linné ausgerichtet war. Auch die Zweite Auflage der Flora (1778) enthielt viele Daten Tofields. Sein eigentlicher Beruf war allerdings Wasserbauingenieur.

## Ehrungen
Nach ihm wurde die Gattung Tofieldia (Simsenlilien) aus der Familie der Tofieldiaceae benannt.